# 21522 Ентвісл
21522 Ентвісл (21522 Entwisle) — астероїд головного поясу, відкритий 19 червня 1998 року.
Тіссеранів параметр щодо Юпітера — 3,396.